# Gaston-Armand Amaudruz
Gaston-Armand "Guy" Amaudruz, född 21 december 1920, död 7 september 2018, var en schweizisk nyfascistisk politisk filosof och förintelseförnekare.
Han var en anhängare av Arthur Fonjallaz schweiziska fasciströrelse och fick uppmärksamhet när han år 1949 publicerade Ubu Justicier au Premier Procès de Nuremberg, ett av de tidigaste verken som ifrågasatte sanningshalten i förintelsen. Han blev alltmer aktiv inom efterkrigstidens postfascism och var med och arrangerade möten i Malmö 1951 som ledde till skapandet av den paneuropeiskt nationalistiska gruppen Europeiska sociala rörelsen. Han ledde sedan den mer radikala utbrytargruppen Nye europeiska ordningen senare samma år.